# Polčište
Polčište är en ort i Nordmakedonien. Den ligger i kommunen Prilep, i den södra delen av landet, 100 kilometer söder om huvudstaden Skopje. Polčište ligger 919 meter över havet och antalet invånare är 193.